# Empis tuberculata
Empis tuberculata är en tvåvingeart som beskrevs av Saigusa 1992. Empis tuberculata ingår i släktet Empis och familjen dansflugor. Inga underarter finns listade i Catalogue of Life.